# عبد الكريم الرايس
عبد الكريم الرايس (1912 - 30 أغسطس 1996) فنان موسيقي وكاتب مغربي ولد في فاس، يعتبر من أبرز حافظي ومجددي فن الآلة بالمغرب. لقب ب «عميد الموسيقى الأندلسية».

## حياته
ولد عبد الكريم الرايس سنة 1912 بدرب الطويل بالمدينة القديمة لفاس، وتربى في وسط عائلي بسيط. امتهن حرفة الطباعة إذ كان والده من أوائل المطبعيين بالمغرب. شجعته أخته على تعلم الموسيقى الأندلسية، فالتحق منذ سنوات شبابه الأولى بجوق الأستاذ محمد البحيري، واكتسب عنده عدة خبرات وتجارب في مجال موسيقى الآلة.
التحق رسميا بجوق البريهي بفاس، وبعد وفاة البريهي اتصلت به الإذاعة المغربية واقترحت عليه أن يكون رئيسا للجوق، واحتراما لأستاذه أبى أن يسمي الجوق باسمه حيث طلب منهم أن يسموه بجوق البريهي. بدأ الجوق نشاطاته حتى أصبح معروفا بالسهرات الحية.
سنة 1969 عين مستشارا ضمن لجنة القياسات والإيقاعات. وبعد فترة من الزمن عين مديرا للمعهد الموسيقي بفاس، حيث جمع إلى جانب الإدارة مهمة التدريس والتلقين.

## كتبه
لم يكتف عبد الكريم الرايس بالتلقين التقليدي بل كان مقتنعا ومدافعا عن ضرورة التوثيق، إذ صدر له عدد من الكتب. منها:
- كتيب الدروس الأولية في الموسيقى الأندلسية وفق البرنامج الذي اعتمدته وزارة الثقافة، و الذي أصدرة سنة 1970.
- سنة 1982 كتب عبد الكريم الرايس كتابا بعنوان من وحي الرباب، وهو عبارة عن مجموعة من الأشعار والأقوال والتواشيح والأزجال والكلام المنظوم الموزون، المعروف بالملحون. وضح الرايس في الكتاب أصل كل نوبة وحاول تصحيح وتوثيق وشرح كل الأشعار والكلمات حتى يقربها من الجمهور المغربي خاصة، ولمحبي الموسيقى الأندلسية عامة.[5]
- سنة 1986، باشر مع تلميذه محمد ابريول تدوين النوبات الأندلسية بالترقيم الموسيقي (النوطة)، وأصدرا معا مدونات نوبة غريبة الحسين وهو العمل الذي ربح جائزة المغرب للكتاب في ذات السنة.

## جوائز وتشريفات
كعرفان لإبداعاته الموسيقية، نال عبد الكريم الرايس التشريفات التالية:
- أحرز على وسام العرش بدرجة فارس من طرف الملك محمد السادس حين كان وليا للعهد.[6]
- أحرز على وسام الجمهورية الفرنسية بدرجة فارس من طرف السفير الفرنسي بالمغرب بالقنصلية الفرنسية بفاس.